# Guerre soviéto-ukrainienne
Ne doit pas être confondu avec Guerres russo-ukrainiennes.
Guerre d'indépendance ukrainienne, Guerre civile russe
La guerre soviéto-ukrainienne (ukrainien : українська-радянсько війна) est le terme couramment utilisé dans l'Ukraine post-soviétique pour les événements qui se sont déroulés entre 1917 et 1921, aujourd'hui considérés essentiellement comme une guerre entre la République populaire ukrainienne et les bolcheviks (république soviétique d'Ukraine et RSFSR). La guerre éclata peu après la révolution d'Octobre lorsque Lénine envoya le groupe expéditionnaire d'Antonov-Ovseïenko en Ukraine et dans le sud de la Russie.
La tradition historique soviétique la considérait comme une occupation de l'Ukraine par les forces militaires d'Europe occidentale et centrale, y compris l'armée de la République polonaise — la victoire bolchevique constituant la libération de l'Ukraine de ces forces. À l'inverse, les historiens ukrainiens modernes la considèrent comme une guerre d'indépendance (guerre d'indépendance ukrainienne) ratée de la République populaire ukrainienne contre les bolcheviks.

## Historiographie
Dans l'historiographie et la terminologie soviétiques, le conflit armé est décrit comme faisant partie de la grande guerre civile russe : en Ukraine, cette guerre a opposé le gouvernement national (dirigé par Symon Petlioura) et le gouvernement bolchevique (dirigé par Lénine).
La guerre peut être divisée en trois phases :
1. Décembre 1917 - Avril 1918 : journées révolutionnaires, soulèvements bolcheviks, invasion des formations des gardes rouges, signature du traité de protectorat et libération des bolcheviks.
2. Décembre 1918 - Décembre 1919 : guerre civile en Ukraine, invasion de l'Armée rouge, unification de l'Ukraine, soulèvements paysans anti-soviétiques, armée des volontaires de Dénikine et intervention alliée, perte de l'Ukraine occidentale au profit de la Pologne.
3. Printemps 1920 - Automne 1921 : guerre polono-soviétique (traité de Varsovie), guerre civile russe (entre les armées bolcheviks et les forces armées du Sud de la Russie), opérations de guérilla ukrainienne (première et deuxième campagnes d'hiver), gouvernement en exil.

### Documents importants
- Déclarations du Conseil Central d'Ukraine (Universelles)
- Ultimatum de Sovnarkom au Conseil central d'Ukraine
- Traité de Brest-Litovsk accordant le statut de neutralité à l'Ukraine en tant que zone tampon pour les puissances centrales, ainsi que la protection militaire, dans la négociation de la paix avec les bolcheviks de la république socialiste fédérative soviétique de Russie.
- Acte d'unification, unification de l'ouest de l'Ukraine
- Traité de Varsovie, pacte polono-ukrainien anti-bolchevique
- Paix de Riga, division de l'Ukraine

## Contexte
Après la révolution de Février 1917, les nationalités au sein de l'empire tsariste (rebaptisé République russe) ont exigé l'autonomie nationale de Petrograd. À l'été 1917, le gouvernement provisoire a approuvé l'administration régionale de certaines parties de l'ancienne Ukraine tsariste.
En octobre 1917, le gouvernement ukrainien dénonce la révolte armée des bolcheviks et déclare résolument  lutter contre toute tentative de coup d'État en Ukraine. Un comité mixte spécial pour la préservation de la révolution est organisé pour garder la situation sous contrôle. Le commandement du district militaire de Kiev tente d'empêcher un coup d'État bolchevique, entraînant des combats de rue et finalement la reddition des troupes pro-bolcheviques dans la ville. Le 14 novembre 1917, la Rada centrale ukrainienne lance son « appel du Conseil central aux citoyens ukrainiens » dans lequel elle sanctionne le transfert du pouvoir d'État en Ukraine à elle-même. Le 16 novembre, une session conjointe de la Rada et du comité exécutif des soviets locaux d'ouvriers et de soldats reconnait la Rada centrale comme autorité régionale en Ukraine. Le 20 novembre 1917, la Rada déclare l'Ukraine « République populaire ukrainienne » en tant que partie autonome de la République russe et programme le 9 janvier 1918 des élections à une Assemblée constituante ukrainienne. Le secrétaire aux affaires militaires Symon Petlioura exprime son intention d'unir les fronts du Sud-Ouest et roumain qui s'étend à travers l'Ukraine en un seul front ukrainien sous le commandement du colonel général Dmitri Chtcherbatchiov.
Le 17 décembre 1917, les bolcheviks planifient un Congrès pan-ukrainien des Soviets et les 11 et 12 décembre 1917, et déclenchent un certain nombre de soulèvements à travers l'Ukraine à Kiev, Odessa, ou Vinnytsia. Ils sont vaincus avec succès par la Rada. Le 17 décembre 1917, le Sovnarkom, qui entame des pourparlers de paix avec les puissances centrales au début du mois, envoie un ultimatum de 48 heures à la Rada lui demandant d'arrêter les « actions contre-révolutionnaires » ou de se préparer à la guerre. Toujours le 17 décembre 1917, Reingold Berzins mène ses troupes de Minsk vers Kharkiv jusqu'au Don. Ils s'engagent dans un conflit armé dans une gare de Bakhmatch avec les troupes ukrainiennes qui refusent de laisser passer les forces rouges (trois régiments et une division d'artillerie). La Rada centrale refuse les accusations et pose ses conditions : reconnaissance de la République populaire ukrainienne, non-ingérence dans ses affaires intérieures et dans les affaires du nouveau Front ukrainien, autorisation de transférer des troupes ukrainiennes en Ukraine, division de l'ancien finances impériales, participation de la République populaire ukrainienne aux négociations générales de paix. Le même jour, le Congrès pan-ukrainien des soviets à Kiev, après le départ de la délégation bolchevique, reconnaît l'autorité du gouvernement ukrainien et dénonce l'ultimatum du gouvernement russe. Les bolcheviks de Kiev dénoncent à leur tour ce congrès et en organisent un autre à Kharkiv. Le lendemain, le Sovnarkom à Moscou décide de suivre la voie de la guerre. Vladimir Antonov-Ovseïenko est nommé commandant en chef du corps expéditionnaire en Russie du Sud, tandis que près des frontières avec l'Ukraine (Briansk – Belgorod) les troupes rouges commencent à se rassembler.
Les bolcheviks de Kiev ayant fui à Kharkiv ont rejoint le Congrès régional des soviets de la république soviétique de Donetsk-Krivoï Rog. Ils déclarent ensuite cette réunion comme étant le premier congrès pan-ukrainien des soviets annonçant la création de la République populaire ukrainienne des soviets. Il qualifie la Rada centrale d'Ukraine d'« ennemi du peuple » en lui déclarant la guerre le 2 janvier. La Rada rompt alors tous les liens avec Petrograd le 22 janvier 1918 et déclare l'indépendance, commençant ainsi la guerre d'indépendance ukrainienne,. C'est à peu près à ce moment que les troupes bolcheviques commencent à envahir l'Ukraine depuis la Russie. Des unités militaires russes de Kharkiv, Moscou, Minsk et de la flotte de la Baltique envahissent l'Ukraine.

## Histoire de la guerre soviéto-ukrainienne

### Décembre 1917 - Avril 1918
Les bolcheviks, au nombre d'environ 30 000 et composés de réguliers de l'armée russe stationnés au front, d'un certain nombre d'unités en garnison et de détachements de la Garde rouge composés d'ouvriers de la province de Kharkov et du Donbass, commencent par avancer du nord-est dirigés par Vladimir Antonov-Ovseïenko et Mikhaïl Mouraviov. Les forces ukrainiennes au moment de l'invasion se composent d'environ 15 000 hommes constitués de détachements de volontaires et de plusieurs bataillons de cosaques libres et de tirailleurs du Sitch.
L'invasion des forces pro-soviétiques de Russie s' accompagne de soulèvements initiés en Ukraine par les bolcheviks locaux dans les villes développées sur tout le territoire de l'Ukraine de la rive gauche ainsi que de l'Ukraine de la rive droite. Les bolcheviks dirigés par Ievguenia Bosch mène un soulèvement réussi à Vinnytsia en décembre 1917. Ils prennent en charge le 2e corps de la Garde et se dirigent vers Kiev pour aider les bolcheviks de la ville. Pavlo Skoropadsky accompagné d'un régiment de cosaques libres réussit à les arrêter près de Zhmerynka, à les désarmer et à les déporter en Russie. Les autres forces bolcheviques capturent Kharkiv (26 décembre), Yekaterinoslav (9 janvier), Aleksandrovsk (15 janvier) et Poltava (20 janvier) sur leur chemin vers Kiev. Le 27 janvier, les groupes d'armées bolcheviks convergent vers Bakhmach puis partent sous le commandement de Mouraviov pour prendre Kiev.

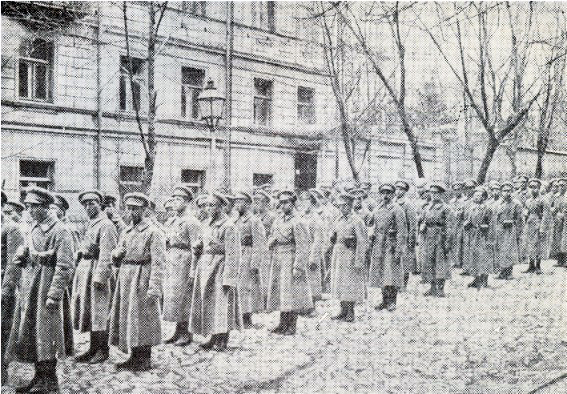
Le premier détachement de tirailleurs du Sitch après la prise de Kiev en janvier 1918.

Alors que les bolcheviks marchent vers Kiev, une petite unité de la République nationale ukrainienne de moins de 500 écoliers (certaines sources donnent un chiffre de 300), commandée par le capitaine Ahapi Honcharenko, est organisée à la hâte et envoyée au front le 29 janvier 1918 pour participer à la bataille de Krouty. La petite unité se compose principalement du bataillon d'étudiants (Kurin (en)) des tirailleurs du Sitch, d'une unité de l'école des cadets de Khmelnytsky et d'un détachement de Haïdamak. Environ la moitié des 500 hommes seront tués pendant la bataille.
Le 29 janvier 1918, le soulèvement de Janvier à l'arsenal de Kiev, une révolte armée organisée par les bolcheviks, débute à l'usine d'Arsenal de Kiev. Les ouvriers de l'usine sont rejoints par les soldats du bataillon Ponton, du 3e régiment d'aviation et du régiment Sagaydachny. Sentant la défaite, la Rada centrale et les « forces Petlyurist » prennent d'assaut la ville le 3 février. Après six jours de bataille et à court de nourriture et de munitions, le soulèvement est réprimé par les forces contre-révolutionnaires, au cours desquelles 300 ouvriers bolcheviks sont morts. Selon des sources de l'ère soviétique, plus de 1 500 ouvriers et soldats pro-soviétiques ont été tués pendant la lutte. Le 8 février, le gouvernement ukrainien évacue Kiev afin d'éviter la destruction par les troupes soviétiques opposées, qui sont ensuite entrées dans la ville sous le commandement de Mikhaïl Mouraviov le 9 février.
La prise de Kiev achevée, les bolcheviks lancent une offensive sur l'Ukraine de la rive droite. Cependant, le 9 février, l'Armée populaire ukrainienne signe le traité de Brest-Litovsk et reçoit ainsi fin février l'aide des troupes allemandes et austro-hongroises, soit plus de 450 000 hommes. En échange d'une aide militaire, les Ukrainiens devront livrer des vivres aux puissances centrales. Sous le commandement de Symon Petlioura, les forces combinées repoussent les bolcheviks hors de la rive droite et reprennent Kiev le 1er mars. En raison des politiques socialistes de la Rada, principalement la politique de nationalisation des terres qui affectait les exportations alimentaires vers les puissances centrales, le 28 avril, les forces allemandes dissolvent la Rada centrale et installent le gouvernement Hetman à sa place. Les armées ukrainiennes, allemandes et austro-hongroises continuent à grappiller du terrain, reprenant l'Ukraine de la rive gauche, la Crimée et le bassin du Donets. Ces revers obligent les bolcheviks à signer le Traité de paix préliminaire ukraino-soviétique avec le gouvernement ukrainien le 12 juillet.

### Intervention post-Hetmanat

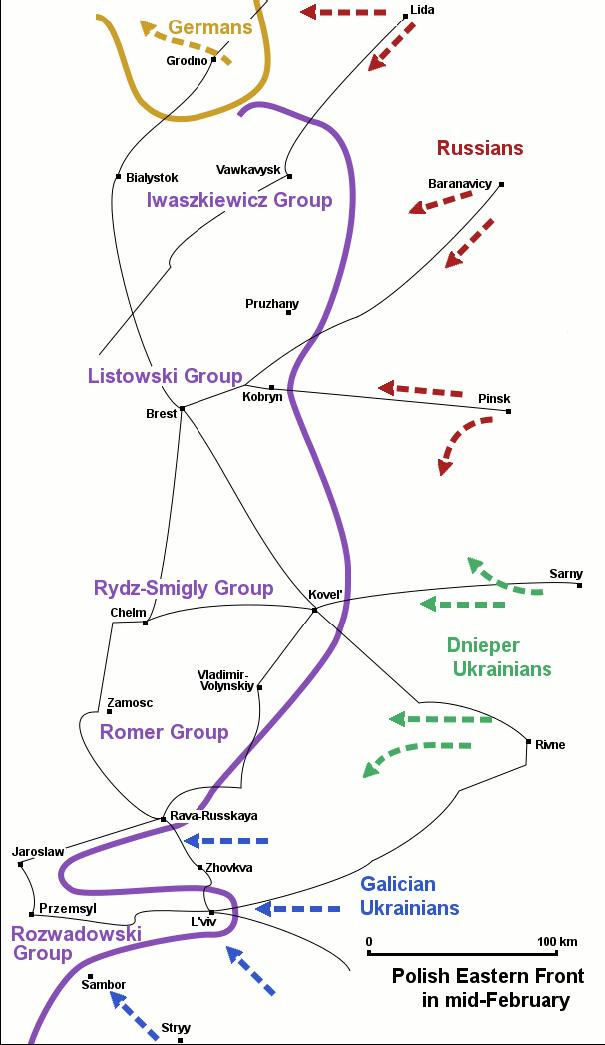
Guerres polono-ukrainienne, polono-soviétique et ukrainienne-soviétique au début de 1919.

En novembre 1918, les troupes du Directoire d'Ukraine renversent l'Hetmanat avec l'aide des bolcheviks. Les forces allemandes dirigées par le Soldatenrat conservent leur neutralité pendant les deux semaines de guerre civile alors qu'elles se retirent du pays, en raison de la défaite de l'Empire allemand pendant la Première Guerre mondiale. Le Directoire rétablit la République populaire ukrainienne. Le 22 janvier 1919, les républiques ukrainiennes voisines s'unissent sous la loi Zlouky.
Le Comité central militaire et révolutionnaire de Koursk, le 22 octobre 1918, donne l'ordre de former deux divisions sous le groupe d'armées du « front ukrainien » ou le « groupe de la direction de Koursk ». Le groupe est affecté à la « division ouvrière de Moscou », à la 9e division soviétique, à la 2e brigade Orlov et à deux trains blindés. Selon Antonov-Ovseïenko, l'armée compte quelque 6 000 soldats, 170 canons d'artillerie, 427 mitrailleuses, 15 avions militaires et 6 trains blindés. Le 15 décembre 1918, la réunion du chef d'état-major ukrainien est convoquée à Kiev, dirigée par l'Otaman Osetsky et comprenant le chef Otaman Petlioura, le colonel Bolbachan, le colonel Shapoval et le Sotnik Oskilko. Ils discutaient de la sécurité des frontières et formaient un plan en cas de menace de toutes parts.
Pour arrêter la guerre à venir avec les bolcheviks, le gouvernement de Tchekhivsky envoie une délégation à Moscou dirigée par le ministre des Affaires étrangères Semen Mazourenko. La délégation réussit à signer un accord de paix préliminaire mais n'a pas empêché l'agression du côté russe en raison d'une mauvaise communication entre la délégation à Moscou et le gouvernement de la République populaire ukrainienne. Le 28 décembre 1918, le Comité central de l'UPSR de gauche déclare officiellement la mobilisation des forces en soutien au gouvernement soviétique par une mise en scène armée. Dès le début de janvier 1919, les bandes bolcheviques traversent constamment les frontières est et nord-est pour effectuer des raids.

#### Janvier 1919 - Juin 1919
Le 7 janvier 1919, les bolcheviks envahissent l'Ukraine en force avec une armée dirigée par Vladimir Antonov-Ovseïenko, Joseph Staline et Volodymyr Zatonsky. Le Directoire déclare de nouveau la guerre à la Russie le 16 janvier après plusieurs ultimatums préliminaires au Sovnarkom russe de la SFSR pour demander le retrait des troupes. Les deux directions principales des forces bolcheviques étaient stationnées sur Kiev et Kharkiv.

Pendant ce temps, les forces soviétiques avancent à travers le nord-est de l'Ukraine et occupent Rylsk et Novhorod-Siverskyï. Le 21 décembre, le front ukrainien prend l'importante liaison ferroviaire stratégique à Koupiansk. Après cela, une percée à grande échelle débute entre les fleuves Dniepr et Oskol. Le 3 janvier, l'Armée rouge prend Kharkiv à la suite d'un scénario quasi similaire lorsque les bolcheviks avaient occupé Kiev en février 1918. Les forces ukrainiennes à cette époque se composent de deux formations de troupes régulières, le corps zaporogue et les tirailleurs du Sitch, ainsi que de détachements de partisans. Ces partisans sont dirigés par des atamans peu fiables qui se rangeaient parfois du côté des bolcheviks, tels que Zeleny, Anhel et Grigoriev. L'armée qui compte plus de 100 000 hommes tombe à environ 25 000 en raison du départ des paysans de l'armée et des désertions au profit des bolcheviks. Bolbochan et les restes du corps zaporogue se retirent à Poltava, qui retenait l'Armée rouge pendant quelques semaines de plus. Le 6 janvier 1919, le gouvernement de Piatakov proclame officiellement la création de la République socialiste soviétique d'Ukraine. Pourtant, son gouvernement demeure à Koursk jusqu'au 24 janvier. Le 4 janvier, le « front ukrainien » du groupe d'armées bolcheviks est réformé en « front ukrainien unifié » sous le commandement d'Antonov-Ovseïenko avec ses adjoints Kotsioubynsky et Schadenko. Aux nombreuses demandes de renseignements sur le but de l'armée russe en Ukraine que le Directoire envoyait à Moscou, Tchitcherine répondit finalement le 6 janvier :
... il n'y a pas d'armée de la République soviétique socialiste de Russie en Ukraine. A cette époque l'action militaire qui se déroule sur le territoire de l'Ukraine se situe entre les armées du Directoire et le gouvernement soviétique ukrainien qui est totalement indépendant.
Le 12 janvier, les troupes sous le commandement de Nikolaï Chtchors occupent Tchernihiv tandis que d'autres unités sous le commandement de Pavel Dybenko prennent Lozova, Pavlohrad, Synelnykove, et établissent le contact avec Nestor Makhno. Après de longues discussions entre les membres du Directoire et d'autres fonctionnaires de l'État, il est décidé de déclarer la guerre à la Russie soviétique. La seule personne qui s'y oppose est le président du Directoire Volodymyr Vynnytchenko, tandis que Shapoval, par exemple, pour une raison quelconque, demande simplement la création rapide du gouvernement soviétique. Dénikine déclare plus tard que la déclaration de guerre ne change absolument rien sur les lignes de front et ne reflète que la crise politique au sein du gouvernement ukrainien avec la victoire du parti militaire de Petlioura-Kovalets-Hrekov sur Vynnytchenko-Tchekhivsky. Le 20 janvier, l'armée soviétique prend Poltava tandis que les troupes ukrainiennes se retirent plus loin à Krementchouk. Le 26 janvier, Dybenko prend Katerynoslav. Les Soviétiques capturent l'Ukraine de la rive gauche, puis marchent sur Kiev. Le 2 février, ils forcent le Directoire à se déplacer à Vinnytsia tandis que les troupes de Chtchors et de Bozhenko occupent Kiev trois jours plus tard.
Puis Tchekhivsky démissionne de ses fonctions, juste après la création du Comité pour le salut de la République à Kamianets-Podilsky par Vynnytchenko, comité qui sera de nouveau dissous par Petlioura le 13 février. Pendant ce temps, les troupes soviétiques acquièrent le reste du gouvernement de Kiev tandis que les forces de Grigoriev prennent Oleksandria et Yelyzavethrad. Le 6 mars, le Directoire a déménagé à Proskourov tout en cédant la majeure partie de la Polésie et de la Podolie aux bolcheviks. Étonnamment, fin mars, les armées ukrainiennes mènent avec succès une série d'opérations militaires libérant Sarny, Jytomyr, Korosten et menaçant de reprendre Kiev. Le 2 mars, l'Otaman Grigoriev occupe Kherson et le 12 mars, il atteint déjà Mykolaïv. Le 3 avril, les forces de l'Entente évacuent Odessa tandis que Grigoriev l'atteint trois jours plus tard. Début juin, l'Ukraine lance une offensive, reprenant la région de Podolie.

#### Juillet 1919 - Décembre 1919
L'Armée rouge riposte à l'offensive ukrainienne, reprenant Proskourov le 5 juillet et menaçant la capitale temporaire Kamianets-Podilskyï. Cependant, l'Ukraine est renforcée par l'arrivée du général Iouriy Tioutiounnyk et de ses troupes expérimentées. L'armée ukrainienne lance une contre-attaque, repoussant l'Armée rouge vers Horodok. Les troupes de l'armée ukrainienne de Galicie qui avaient franchi le Zbroutch les 16 et 17 juillet rejoignent le combat contre les bolcheviks. Leur arrivée permet à l'Ukraine d'avoir une force combinée de 85 000 réguliers de l'armée ukrainienne et de 15 000 partisans.
En octobre 1919, environ 70 % des troupes du Directoire et plus de 90 % de l'armée ukrainienne alliée de Galicie tombèrent sous le typhus.

#### Décembre 1919 - Novembre 1920
Du 6 décembre 1919 au 6 mai 1920, l'armée populaire ukrainienne sous le commandement de Mikhaïlo Omelianovitch-Pavlenko mène une opération souterraine connue sous le nom de première campagne d'hiver dans la région de Kirovohrad contre la 14e armée soviétique. Un autre développement significatif de cette période s'avère être la signature du traité de Varsovie avec la Pologne le 22 avril, puis le début d'une offensive conjointe avec les troupes polonaises contre les bolcheviks. Le 7 mai, une division ukrainienne sous le commandement de Marko Bezroutchko entre dans Kiev, mais est rapidement repoussée par une contre-offensive de l'Armée rouge menée par Semion Boudienny. Les Ukrainiens et les Polonais sont repoussés de l'autre côté de la rivière Zbroutch et passé Zamość vers Varsovie, mais ont contre-offensé les Soviétiques à Minsk. Les Polonais signent un armistice avec les Soviétiques le 12 octobre. En 1921, l'auteur polonais de l'alliance polono-ukrainienne, Józef Piłsudski, n'est plus le chef de l'État polonais et ne participe qu'en tant qu'observateur aux négociations de Riga, qu'il qualifie « d'acte de lâcheté ». Les forces de Petlioura continuent à se battre jusqu'au 21 octobre, date à laquelle ils sont forcés de traverser la rivière Zbroutch et d'entrer en Galicie sous contrôle polonais. Il seront ensuite désarmés et placés dans des camps d'internement.

#### Novembre 1921
La dernière action de l'armée populaire ukrainienne contre les Soviétiques est un raid derrière les lignes de l'Armée rouge en novembre 1921 connu sous le nom de deuxième campagne d'hiver. Cette campagne a pour but d'inciter à un soulèvement général parmi les paysans ukrainiens, qui étaient déjà mécontents des Soviétiques, et d'unifier les forces partisanes contre les bolcheviks en Ukraine. Le commandant des forces ukrainiennes est Iouriy Tioutiounnyk.
Deux corps expéditionnaires sont créés, l'un de Podolie (400 hommes) et l'autre de Volhynie (800 hommes). Le groupe de Podolie n'atteint que le village de Vakhnivka, avant de retourner sur le territoire polonais via la Volhynie le 29 novembre. Le groupe de Volhynie commence le 4 novembre, capture Korosten le 7 novembre et se dirige vers le village de Leonivka. Ils décident ensuite de rebrousser chemin lorsqu'ils commencent à manquer de provisions. Cependant, à son retour vers l'ouest, le groupe est intercepté par une force de cavalerie bolchevique sous le commandement de Grigori Kotovski à Bazar et mis en déroute près de Mali Mynky le 17 novembre. 443 soldats sont capturés par les Soviétiques pendant la bataille. 359 sont abattus le 23 novembre près de la ville de Bazar, et 84 remis aux forces de sécurité soviétiques.
Ce fut la dernière opération de l'armée populaire ukrainienne contre les Soviétiques. La fin de la deuxième campagne d'hiver met définitivement fin à la guerre ukraino-soviétique, mais les combats partisans contre les bolcheviks se poursuivront jusqu'au milieu de 1922,.

#### États de rébellion
Les partisans locaux de la République populaire ukrainienne ont créé des États séparatistes anti-russes et anti-bolcheviques sur les territoires occupés comme la république indépendante de Medvyn ou la république de Kholodny Yar. Ils continuèrent à se battre contre les Russes et leurs collaborateurs jusqu'en 1923.

## Conséquences

L'Europe de l'Est après le traité de Riga.

La fin de la guerre voit l'incorporation de la plupart des territoires de l'Ukraine dans la république socialiste soviétique d'Ukraine qui, le 30 décembre 1922, était l'un des membres fondateurs de l'Union des républiques socialistes soviétiques (URSS). Certaines parties de l'ouest de l'Ukraine sont tombées sous le contrôle de la Seconde République polonaise, comme prévu dans la paix de Riga. Le gouvernement de l'armée populaire ukrainienne, dirigé par Symon Petlioura, est contraint à l'exil.
Au cours des années suivantes, les nationalistes ukrainiens continueront d'essayer de mener une guérilla partisane contre les Soviétiques. Ils seront aidés par les renseignements polonais (voir Prométhéisme) ; cependant, ils échouèrent dans leurs objectifs. Les derniers mouvements ukrainiens actifs seront pour la plupart éradiqués lors de l'Holodomor. De plus, le manque relatif de soutien polonais à la cause ukrainienne provoquait un ressentiment croissant de la part de la minorité ukrainienne en Pologne envers l'État polonais de l'entre-deux-guerres.